# Ozero Borovoje (sjö i Belarus, Mahiljoŭs voblast)
Ozero Borovoje (ryska: Озеро Боровое) är en sjö i Belarus.   Den ligger i voblasten Mahiljoŭs voblast, i den centrala delen av landet, 140 km sydost om huvudstaden Minsk. Ozero Borovoje ligger 133 meter över havet.
I omgivningarna runt Ozero Borovoje växer i huvudsak blandskog. Runt Ozero Borovoje är det glesbefolkat, med 14 invånare per kvadratkilometer.